# Trutbådan (öster om Bergö, Malax)
Trutbådan är en ö i Finland. Den ligger i Norra kvarken och i kommunen Malax i landskapet Österbotten, i den västra delen av landet. Ön ligger omkring 22 kilometer sydväst om Vasa och omkring 370 kilometer nordväst om Helsingfors.
Öns area är 2 hektar och dess största längd är 300 meter i nord-sydlig riktning. Närmaste större samhälle är Malax, 16,1 km öster om Trutbådan.